# MV Mavi Marmara
El MV Mavi Marmara es un buque de transporte de pasajeros turco que navega bajo bandera de Comoras, propiedad de la ONG turca Fundación de Ayuda Humanitaria (IHH)(İnsani Yardım Vakfı). Su nombre significa Mármara azul.

## Historial
Fue construido en los astilleros Golden Gate por Turkish Shipbuilding Co. en 1994, con una capacidad de 1080 pasajeros.
Su anterior propietario y operador era Ferries Rápidos de Estambul S.A. (en turco Istanbul Deniz Otobüleri A.Ş.) (IDO) que lo utiliza en la línea Sarayburnu, Estambul-Proconeso-Isla de Avşa en el Mar de Mármara.
Fue adquirido por 800 000 $ procedente de donaciones en 2010 por la ONG turca Fundación de Ayuda Humanitaria (IHH) (İnsani Yardım Vakfı).
Partió de Anatolia el 22 de mayo de 2010 para unirse al resto de la flotilla junto al Gazze y al Defne Y. Llevaba a bordo 581 pasajeros, en torno a 400 de ellos turcos.
El MV Mavi Marmara se unió a la flotilla Free Gaza en Chipre, para transportar 10 000 t de ayuda humanitaria para la franja de Gaza, bloqueada por Israel desde 2007. 
El 31 de mayo de 2010 fue abordado, en aguas internacionales por comandos israelíes, mientras intentaba romper el bloqueo a la franja de Gaza con varios diplomáticos y figuras públicas a bordo. Nueve pasajeros perdieron la vida en el asalto de las tropas israelíes y otros 60 sufrieron heridas, mientras que siete soldados de Israel recibieron heridas.
El 5 de agosto, fue liberado en Israel, y retornó a Turquía, donde arribó al puerto de Alejandreta, en la costa mediterránea el 7 de agosto.

## Buques gemelos
- MS TDI Karadeniz[1]